# زیو اشترنهل
زیو اشترنهل (در عبری: זאב שטרנהל) (متولد ۱۰ آوریل ۱۹۳۵ در لهستان – درگذشته ۲۱ زوئن ۲۰۲۰)، تاریخ‌دان یهودی و استاد علوم سیاسی دانشگاه عبری اورشلیم بود. او برنده جایزه اسرائیل برای علوم سیاسی بود. اشترنهل از حامیان صلح بود و جز اندیشمندان چپ‌گرای اسرائیلی به حساب می‌آید.